# The Winter of '88
The Winter of '88 è un album di Johnny Winter, pubblicato dalla MCA Records nel 1988. Il disco fu registrato nei mesi di maggio-giugno del 1988 all'Ardent Studio/Alpha Sound di Memphis, Tennessee (Stati Uniti).

## Tracce
Lato A
1. Close to Me – 4:32 (Jerry Lynn Williams)
2. Rain – 5:25 (Dan Daley)
3. Stranger Blues – 4:05 (Clarence Lewis, Elmore James, Morris Levy)
4. Ain't That Just Like a Woman – 2:53 (Claude Demitrius, Fleecie Moore)
5. World of Contradictions – 4:16 (Johnny Winter)

Lato B
1. Lightning – 5:40 (Bleu Jackson, Fred James)
2. Looking for Trouble – 3:55 (Tom Larsen)
3. Show Me – 4:41 (Jerry Lynn Williams)
4. Anything for Your Love – 4:03 (Jerry Lynn Williams)
5. Look Away – 5:56 (Terry Manning)

Edizione CD del 1988, pubblicato dalla MCA Records
1. Close to Me – 4:32 (Jerry Lynn Williams)
2. Rain – 5:25 (Dan Daley)
3. Stranger Blues – 4:05 (Elmore James, Morris Levy, Clarence Lewis)
4. Ain't That Just Like a Woman – 2:53 (Claude Demitrius, Fleecie Moore)
5. World of Contradictions – 4:16 (Johnny Winter)
6. Lightning – 5:40 (Fred James, Bleu Jackson)
7. Looking for Trouble – 3:55 (Tom Larsen)
8. Show Me – 4:41 (Jerry Lynn Williams)
9. Anything for Your Love – 4:03 (Jerry Lynn Williams)
10. Look Away – 5:56 (Terry Manning)
11. Mother Earth – 5:43 (Peter Chatman, Lewis Simpkins) – Bonus Track
12. It'll Be Me – 2:27 (Jack Clement) – Bonus Track

## Musicisti
- Johnny Winter - chitarre, voce
- Jon Paris - basso, armonica
- Tom Compton - batteria

Musicisti aggiunti
- Terry Manning - tastiere, voce, produttore
- Lester Snell - tastiere (brano: Anything for Your Love)
- William Brown - accompagnamento vocale (brano: Close to Me)
- Teddy Slatus, Martin Steckler, Dick Shruman, Ted Keedick, Jon Waxman, Charlie Coe, Mark Roman: erlewine guitars, ludwig drums & hohner harmonicas